# 뷰티플 마인드
"뷰티플 마인드"(Listen to Your Heart. The Beautiful Mind)는 한국에서 제작된 손미 감독의 2019년 다큐멘터리 영화이다. 심환 등이 주연으로 출연하였고 조성우 등이 제작에 참여하였다.

## 출연

### 주연
- 심환
- 허지연
- 김건호
- 김민주
- 김수진

## 기타
- 투자총괄: 정경재
- 프로듀서: 장지훈
- 제작지원: 김성환
- 제작지원: 한승주
- 제작지원: 이홍구
- 제작지원: 김영길
- 제작지원: 노재헌
- 제작지원: 배일환
- 제작지원: 신종호
- 제작지원: 이상재
- 제작지원: 이휘재
- 제작지원: 정지영
- 제작지원: 곽영미
- 제작지원: 곽영아
- 제작지원: 권기범
- 제작지원: 권태길
- 제작지원: 김선신
- 제작지원: 김용민
- 제작지원: 김지훈
- 제작지원: 김창희
- 제작지원: 김태엽
- 제작지원: 노경백
- 제작지원: 민유식
- 제작지원: 박성정
- 제작지원: 이재경
- 제작지원: 이재원
- 제작지원: 임영규
- 제작지원: 정나리
- 제작지원: 정용진
- 제작지원: 정한준
- 제작지원: 조나단리
- 제작지원: 조용준
- 제작지원: 조재훈
- 제작지원: 채현종
- 제작지원: 홍태선
- 제작지원: 이성민
- 제작지원: 노승아
- 제작지원: 이지연
- 제작지원: 조윤영
- 제작지원: 최회령
- 제작투자: 차원천
- 제작투자: 조성우
- 투자책임: 유창서
- 공동제작: 정영범
- 촬영부: 유강호
- 조명부: 황확성
- 동시녹음: 구종률
- 녹음: 정재윤
- 녹음: 김장효
- 사운드: 김봉수
- 사운드디자인: 김용균
- 음악지원: 김영호
- 음악지원: 윤수주
- 음악지원: 박승천
- 음악지원: 고태영
- 작곡: 조성우
- 작곡: 김영호
- 작곡: 윤수주
- 작곡: 신민섭
- 편집보: 김민정
- 편집보: 김라미
- 마케팅책임: 임아영
- 마케팅: 임지현
- 마케팅: 정성엽
- 마케팅: 김지연
- 마케팅: 양소영
- 광고디자인: 김민정
- 광고디자인: 김경미
- 광고디자인: 이혜원
- 애니메이션: 김윤희
- 디지털색보정: 류성욱
- B카메라: 황승윤
- 촬영장비: 김동욱
- 마케팅진행: 이한나
- 마케팅진행: 박은영
- 마케팅진행: 나예은
- 홍보책임: 강동영
- 홍보진행: 최준식
- 홍보진행: 송하길
- 홍보진행: 유혜인
- 홍보진행: 김기범
- 홍보진행: 우승완
- 배급/부가판권/투자관리 책임: 송승록
- 국내배급진행: 김세형
- 국내배급진행: 석승명
- 국내배급진행: 임건
- 부가판권진행: 김현철
- 부가판권진행: 채종기
- 부가판권진행: 김종화
- 부가판권진행: 안종진
- 투자관리진행: 엄미라
- 투자관리진행: 황보미애
- 투자관리진행: 이민영
- 투자관리진행: 정예선
- 투자관리진행: 최효선
- 마케팅홍보: 조계영
- 마케팅홍보: 최보경
- 온라인마케팅: 신정민
- 온라인마케팅: 윤효진
- 온라인마케팅: 이주연
- 온라인디자인: 서범석
- 온라인디자인: 이나라
- 온라인디자인: 이아름
- 온라인디자인: 김아영
- 온라인디자인: 김세형
- 온라인디자인: 조은영
- 온라인디자인: 남주원
- 예고편: 정상화
- 예고편: 최용진
- 예고편: 최용규
- 예고편: 김은정
- 예고편: 임선진
- 예고편: 김경록
- 예고편: 김보영
- 예고편사운드: 이우진
- 인쇄: 유현아
- 경영지원본부장: 이희봉
- 영화사업본부장: 유창서
- 운영팀장: 김의석
- 운영팀: 이수혜
- 재무팀장: 신우균
- 재무팀: 김지융